# Karamiczewci
Karamiczewci (bułg. Карамичевци) – wieś podlegająca administracyjnie pod obszar wsi Batoszewo, w środkowej Bułgarii, w obwodzie Gabrowo, w gminie Sewliewo. Według danych Narodowego Instytutu Statystycznego, 31 grudnia 2011 roku wieś liczyła 24 mieszkańców.